# مدل پلاس سایز
مدل پلاس سایز فردی است با قامتی متوسط تا بزرگ (گاهی مواقع چاق، اما نه همواره) که عمدتاً در زمینه مدلینگ لباس‌های سایز بزرگ فعالیت می‌کند.
در گذشته از عبارت «مدل سایز بزرگ» نیز برای این افراد استفاده می‌شده است.

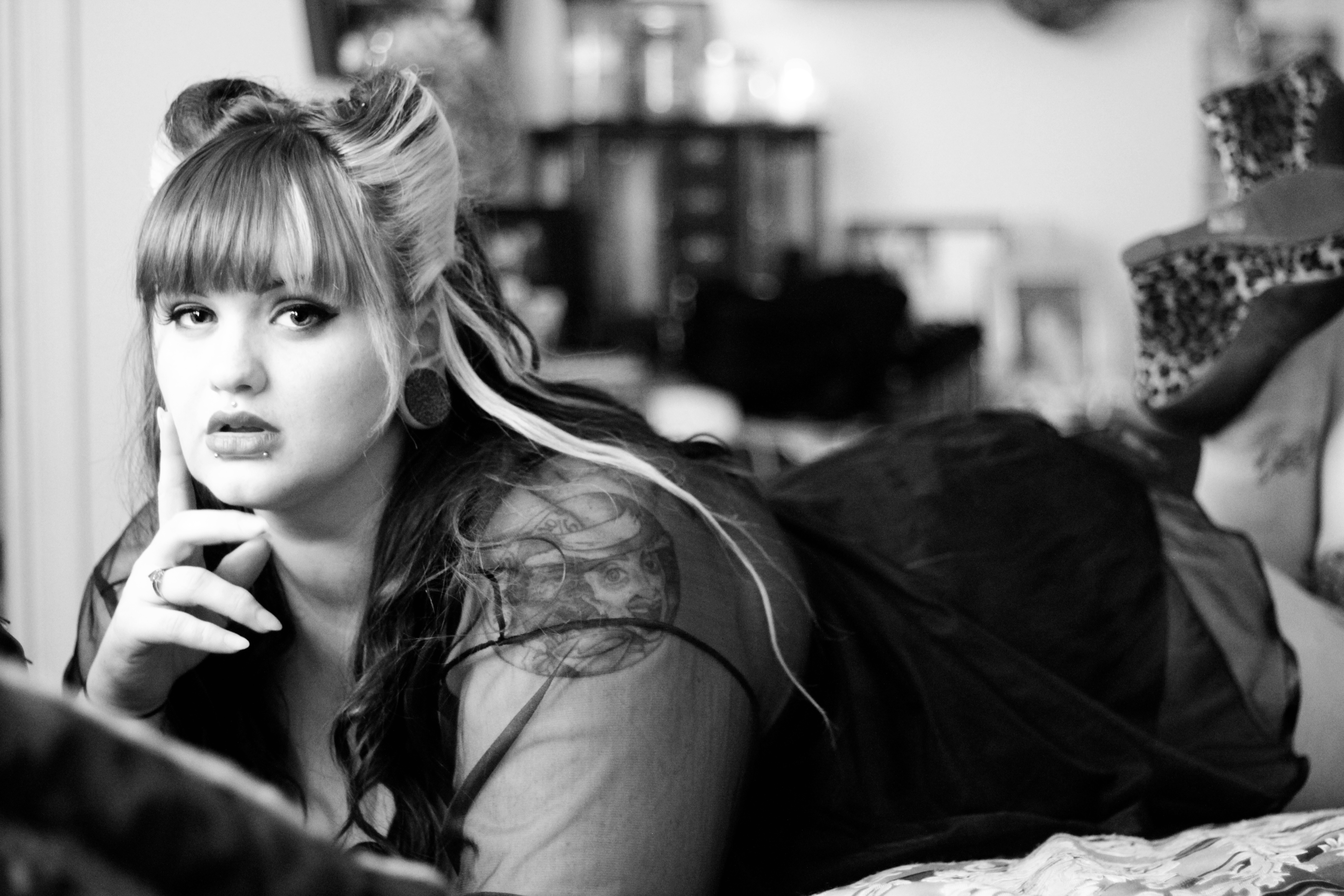
یک مدل پلاس سایز.